# Bandiera bretone
La gwenn ha du (che significa «bianco e nero» in bretone) è la bandiera della Bretagna. Il vessillo è spesso sventolato non ufficialmente nel dipartimento della Loira Atlantica, sebbene questa sia amministrativamente parte della regione dei Paesi della Loira e non della Bretagna: ciò è dovuto al fatto che il territorio del dipartimento era storicamente parte della provincia antica della Bretagna, così come Nantes era una volta una delle due capitali della Bretagna.

## Blasonatura
La sua blasonatura è Di nero, fasciato di quattro d'Argento; il cantone d'armellino.

## Dimensioni, proporzioni ed uso
Le proporzioni della bandiera non sono fisse e possono variare da 9:14 a 8:12.
La bandiera è non solo usata da associazioni culturali ed autonomisti, ma dalla popolazione bretone in genere. Per anni, le autorità francesi considerarono la bandiera come un simbolo separatista, ma oggi l'orientamento è cambiato e la bandiera non ha più connotati politici, può apparire ovunque, persino su uffici pubblici insieme alla bandiera nazionale ed altre bandiere ufficiali. La bandiera è molto diffusa in Bretagna e può essere osservata in numerosi municipi della regione, oltre che su imbarcazioni di vario genere non essendo presente in Francia una regolamentazione delle bandiere regionali. Il disegno d'armellino è a volte spostato in altre parti della bandiera, ma la versione più diffusa lo mostra nel cantone.

## Storia
Storicamente le popolazioni bretoni utilizzarono per circa tre secoli la kroaz du, una bandiera bianca con croce nera. Poco si sa di questa bandiera storica, a parte il suo utilizzo e alcune varianti.
Successivamente fu rimpiazzata dal semplice stemma con l'ermellino.
La bandiera attuale fu creata nel 1923 da Morvan Marchal (1900-1963, membro di svariate organizzazioni politiche e culturali), con un ermellino nel cantone tradizionale (la bandiera ufficiale odierna ha una variante stilizzata moderna).
La bandiera incontrò il grande pubblico due anni dopo, alla Exposition internationale des arts décoratifs et industriels modernes di Parigi del 1925. Fu presto adottata da numerosi gruppi culturali e nazionalisti diffondendosi tra gli anni venti e trenta, ma la sua adesione si interruppe durante la seconda guerra mondiale per l'uso sempre più politicizzato che ne veniva fatto. L'interesse riprese negli anni '60, quando perse definitivamente connotati separatisti e divenne un simbolo accettato in tutta la Bretagna e da tutti i bretoni. Le antiche bandiere bretoni, tuttavia, vengono talvolta preferiti da singoli individui e gruppi.
Altre bandiere precedenti e correlate:

1213- XIV secolo
Kroaz Du, bandiera tradizionale bretone XVI secolo
Scudo d'ermellino Dal 1316
Stemma di Rennes

## Simbologia
Marchal prese come ispirazione lo stemma di Rennes e di altri comuni bretoni, inserendolo nel cantone per richiamare la bandiera statunitense e quella greca.
Le nove strisce orizzontali nel loro insieme rappresentano le diocesi tradizionali della Bretagna, secondo le quali era diviso l'antico ducato. Tra queste, le cinque strisce nere rappresentano le diocesi di comunità di lingua francese o galla di Dol, Nantes, Rennes, Saint-Malo e Saint-Brieuc, mentre le quattro bianche rappresentano le diocesi di lingua bretone di Trégor, Léon, Cornouaille e Vannes. L'armellino nel cantone richiama il ducato di Bretagna e il suo stemma tradizionale.

## Curiosità
- Alcuni bretoni affermano che la gwenn ha du è l'unica bandiera al mondo senza colori; l'affermazione non è corretta, dato che molte altre bandiere recano solo il bianco e il nero, come ad esempio:
  -  Cornovaglia;
  -  Canton Friburgo;
- Sembrerebbe vero che sia l'unica bandiera ad essere portata in parata all'altezza di un braccio sopra la testa.
- La bandiera storica kroaz du è l'esatto contrario della bandiera di San Piran, ovvero della bandiera della Cornovaglia.